# Teresa Głąbówna
Teresa Głąbówna (ur. 23 stycznia 1953 w Krakowie, zm. 22 listopada 2016) – polska skrzypaczka i pedagog Akademii Muzycznej w Krakowie. Siostra pianistki Elżbiety Głąbówny.

## Życiorys
Studiowała w krakowskiej Akademii Muzycznej, którą ukończyła w 1975 pod kierunkiem profesor Eugenii Umińskiej. W 1980 uzyskała dyplom z najwyższym wyróżnieniem w Królewskim Konserwatorium w Brukseli. Studia kontynuowała pod kierunkiem Henryka Szerynga w Genewie.
Laureatka prestiżowych konkursów skrzypcowych, m.in. konkursu im. Królowej Elżbiety w Brukseli (1980, brązowy medal), konkursu im. Nicolo Paganiniego w Genui (1972, V nagroda) oraz konkursu im. Jeana Sibeliusa w Helsinkach (1975, dyplom honorowy). Uczestniczyła w pracach wielu ogólnopolskich konkursów altówkowych i skrzypcowych.
Przez kilkanaście lat kierowała Katedrą Skrzypiec i Altówki w krakowskiej Akademii Muzycznej (1993–2005), pełniła też funkcję prodziekana Wydziału Instrumentalnego (1981–1984) i była wieloletnim członkiem Senatu. W 1990 otrzymała tytuł profesora sztuk muzycznych.
Została pochowana 2 grudnia 2016 na cmentarzu Rakowickim w grobie rodzinnym.

## Odznaczenia
Źródło:
- Srebrny Krzyż Zasługi (1984)
- Złoty Krzyż Zasługi (1993)
- Medal Komisji Edukacji Narodowej (2008)